# La Vieille qui marchait dans la mer (film)
Pour plus de détails, voir Fiche technique et Distribution.
La Vieille qui marchait dans la mer est un film franco-italien réalisé par Laurent Heynemann, sorti en 1991. 
Il s'agit d'une adaptation du roman du même nom de Frédéric Dard publié en 1988.

## Synopsis
Sous le soleil de la Guadeloupe, Lady M. marche dans la mer, tout habillée, maquillée, couverte de bijoux et d'un élégant chapeau, au bras d'un jeune plagiste, Lambert, dont elle décide qu'il sera à elle et à elle seule. Avec son vieux compagnon Pompilius, ancien diplomate roumain, elle l'initie à leur sport favori, l'arnaque, pour lequel il semble déjà doué, lui ayant dérobé son solitaire. 
Un industriel lyonnais, Mazurier, en flagrant délit d'adultère, est ainsi la victime de leur chantage. Lorsque le vieux couple décide de retourner dans sa villa de la Côte d'Azur, Lambert les suit, au grand dam de Pompilius, qui accepte mal d'être détrôné par ce blanc-bec. Ce dernier va être l'exécutant de leur nouveau gros coup : le vol d'un diadème, que le maharadjah Boulipuram doit offrir à sa fille au cours d'une somptueuse réception. 
En confiance, Lady M. dévoile à Lambert le code de son coffre (2017 : nombre de ses amants), le désigne comme son héritier et lui montre ses photos de jeunesse.

## Fiche technique
- Titre : La Vieille qui marchait dans la mer
- Réalisation : Laurent Heynemann
- Scénario : Dominique Roulet et Laurent Heynemann d'après le roman éponyme de Frédéric Dard
- Musique : Philippe Sarde
- Photographie : Robert Alazraki
- Format : couleur - 1,66:1 - 35 mm -  Son stéréo
- Genre : comédie dramatique
- Tournage : Durant le printemps 1991 en Guadeloupe, au Château Volterra et à Paris
- Pays de production :  France
- Durée : 97 minutes
- Date de sortie : France - 18 septembre 1991

## Distribution
- Jeanne Moreau : Lady M.
- Michel Serrault : Pompilius
- Luc Thuillier : Lambert
- Géraldine Danon : Noémie
- Lara Guirao : Bibliothécaire
- Jean Bouchaud : Mazurier

## Distinctions
- César de la meilleure actrice en 1992 pour Jeanne Moreau.

## Analyse
Si le film est plutôt fidèle au roman de Frédéric Dard, il en modifie quand même le sens en occultant certains détails ; en effet, dans le livre, après la mort de Pompilius, Lady M. finit par raconter sa véritable histoire à Lambert (elle fut victime, enfant, d'un viol, et a inventé toutes les autres relations sexuelles qu'elle aurait eues) avant de sombrer dans le gâtisme. Et Lambert reste pour la soigner, tout en sachant que le dernier coup qu'ils ont fait risque d'être fatal, lorsque la mafia retrouvera leur piste. Dans le film, il n'est nullement question de l'histoire tragique de Lady Mackinshett, très peu de sa sénilité, et, à la fin, ils partent vers de nouvelles aventures.